# Chaignay
Chaignay est une commune française située dans le département de la Côte-d'Or, en région Bourgogne-Franche-Comté.

## Géographie

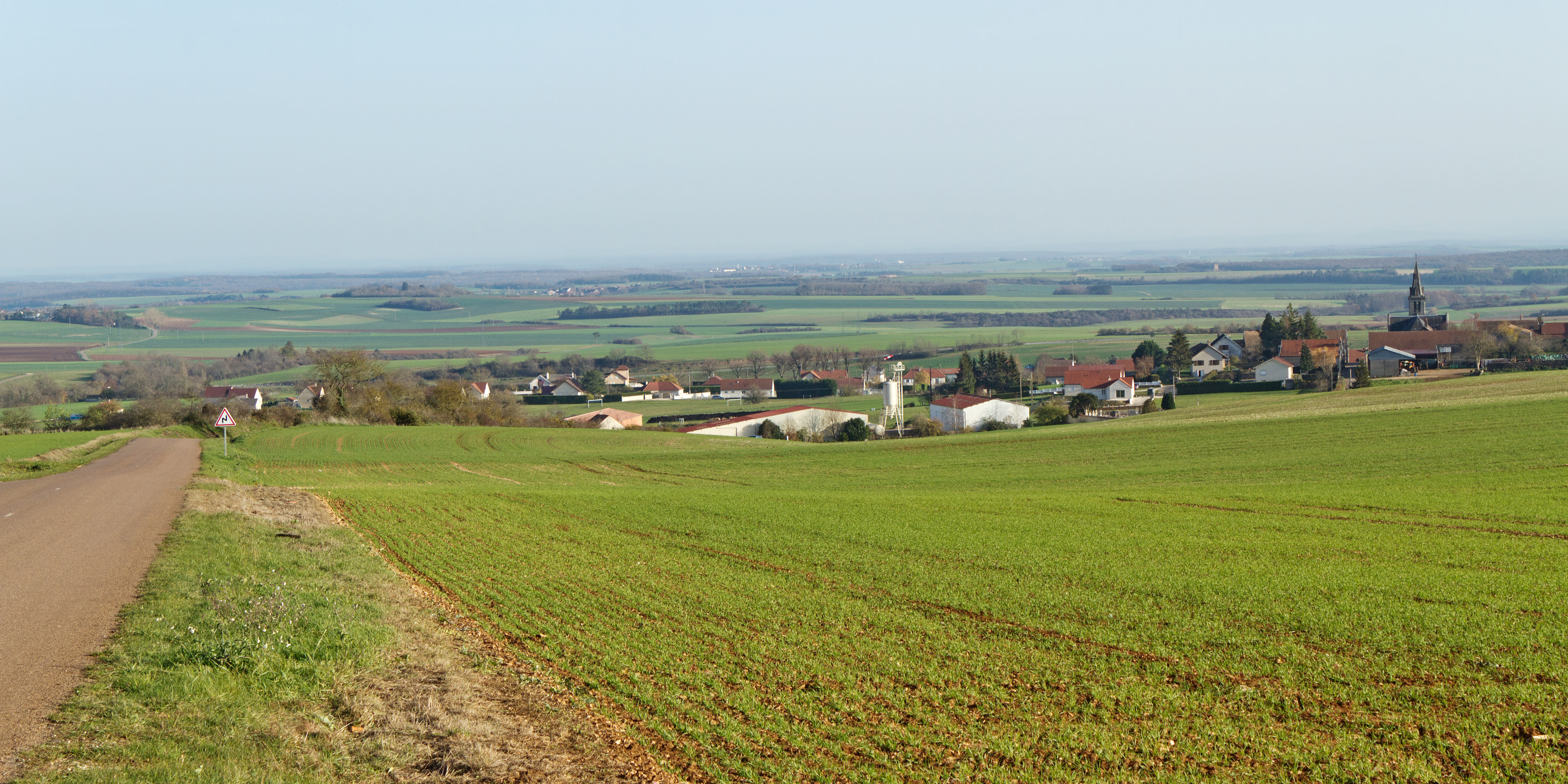
Chaignay vue depuis la route de Villecomte.

### Climat
Pour des articles plus généraux, voir Climat de la Bourgogne-Franche-Comté et Climat de la Côte-d'Or.
En 2010, le climat de la commune est de type climat des marges montargnardes, selon une étude du Centre national de la recherche scientifique s'appuyant sur une série de données couvrant la période 1971-2000. En 2020, Météo-France publie une typologie des climats de la France métropolitaine dans laquelle la commune est exposée à un climat océanique altéré et est dans la région climatique  Bourgogne, vallée de la Saône, caractérisée par un bon ensoleillement (1 900 h/an), un été chaud (18,5 °C), un air sec au printemps et en été et des vents faibles.
Pour la période 1971-2000, la température annuelle moyenne est de 10,1 °C, avec une amplitude thermique annuelle de 17 °C. Le cumul annuel moyen de précipitations est de 925 mm, avec 12,3 jours de précipitations en janvier et 8 jours en juillet. Pour la période 1991-2020, la température moyenne annuelle observée sur la station météorologique de Météo-France la plus proche, « Dijon Toison », sur la commune de Dijon à 17 km à vol d'oiseau, est de 11,5 °C et le cumul annuel moyen de précipitations est de 771,8 mm,. Pour l'avenir, les paramètres climatiques de la commune estimés pour 2050 selon différents scénarios d'émission de gaz à effet de serre sont consultables sur un site dédié publié par Météo-France en novembre 2022.

## Urbanisme

### Typologie
Au 1er janvier 2024, Chaignay est catégorisée bourg rural, selon la nouvelle grille communale de densité à 7 niveaux définie par l'Insee en 2022.
Elle est située hors unité urbaine. Par ailleurs la commune fait partie de l'aire d'attraction de Dijon, dont elle est une commune de la couronne,. Cette aire, qui regroupe 333 communes, est catégorisée dans les aires de 200 000 à moins de 700 000 habitants,.

### Occupation des sols
L'occupation des sols de la commune, telle qu'elle ressort de la base de données européenne d’occupation biophysique des sols Corine Land Cover (CLC), est marquée par l'importance des territoires agricoles (66 % en 2018), une proportion sensiblement équivalente à celle de 1990 (65,7 %). La répartition détaillée en 2018 est la suivante : terres arables (62,4 %), forêts (31,4 %), zones agricoles hétérogènes (2,5 %), milieux à végétation arbustive et/ou herbacée (1,5 %), zones urbanisées (1,1 %), prairies (1,1 %). L'évolution de l’occupation des sols de la commune et de ses infrastructures peut être observée sur les différentes représentations cartographiques du territoire : la carte de Cassini (XVIIIe siècle), la carte d'état-major (1820-1866) et les cartes ou photos aériennes de l'IGN pour la période actuelle (1950 à aujourd'hui).

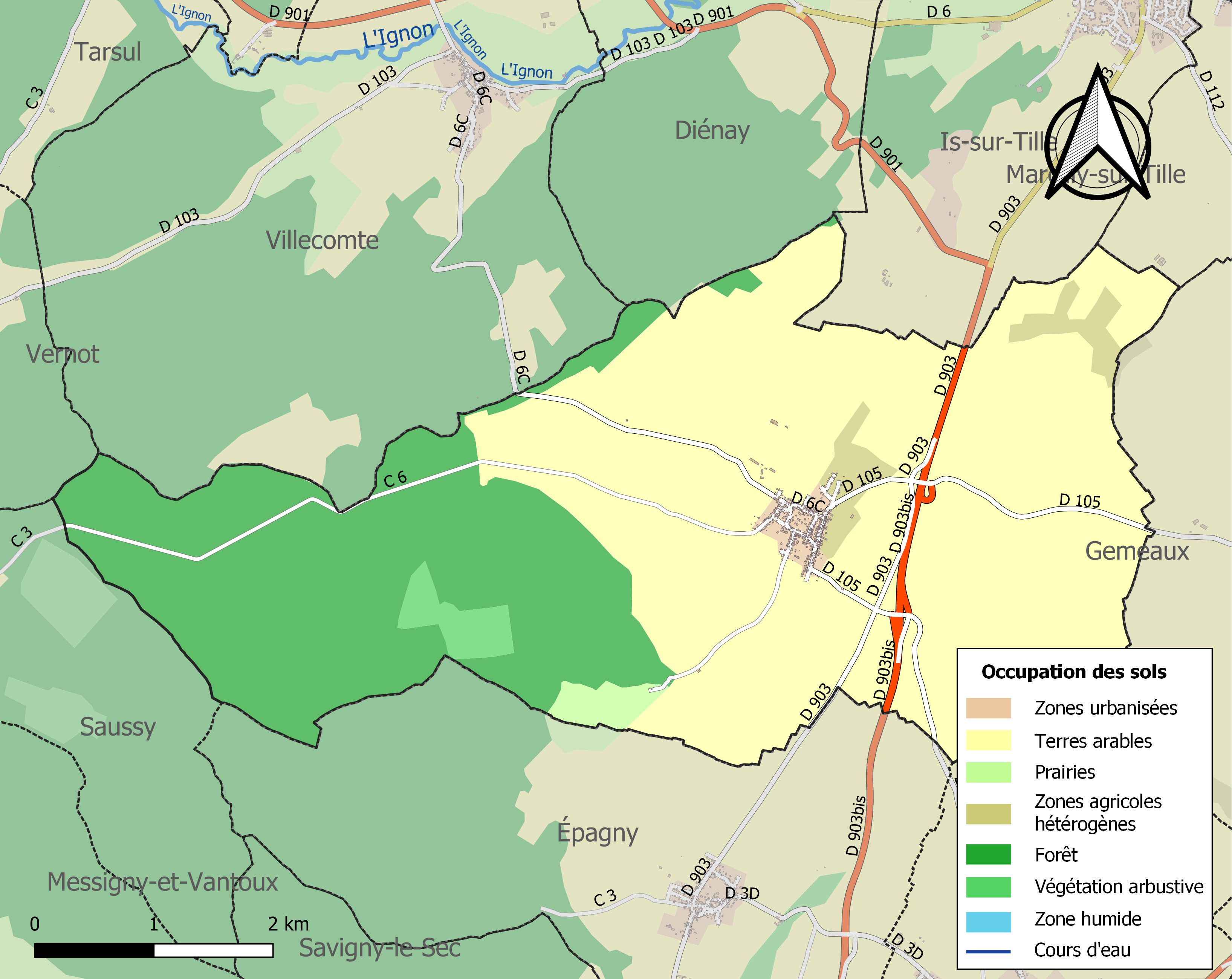
Carte des infrastructures et de l'occupation des sols de la commune en 2018 (CLC).

## Toponymie
Le toponyme Chaignay est issu du gaulois cassanos, signifiant chêne, et du latin Casnedus, signifiant « lieu planté de chênes ».

## Histoire
Voir le site : http://chaignay.fr/histoire-du-village/

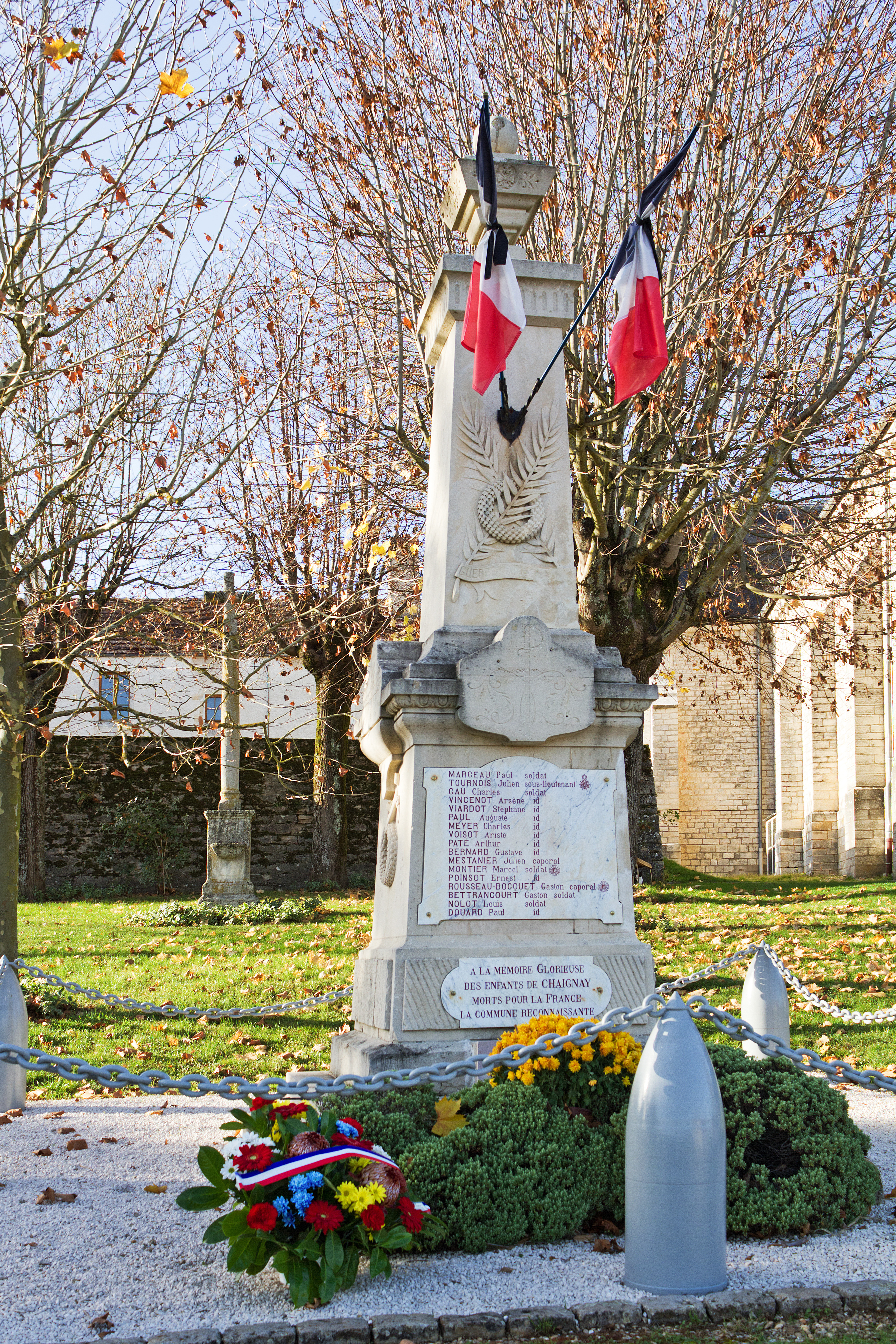
Monument aux morts.
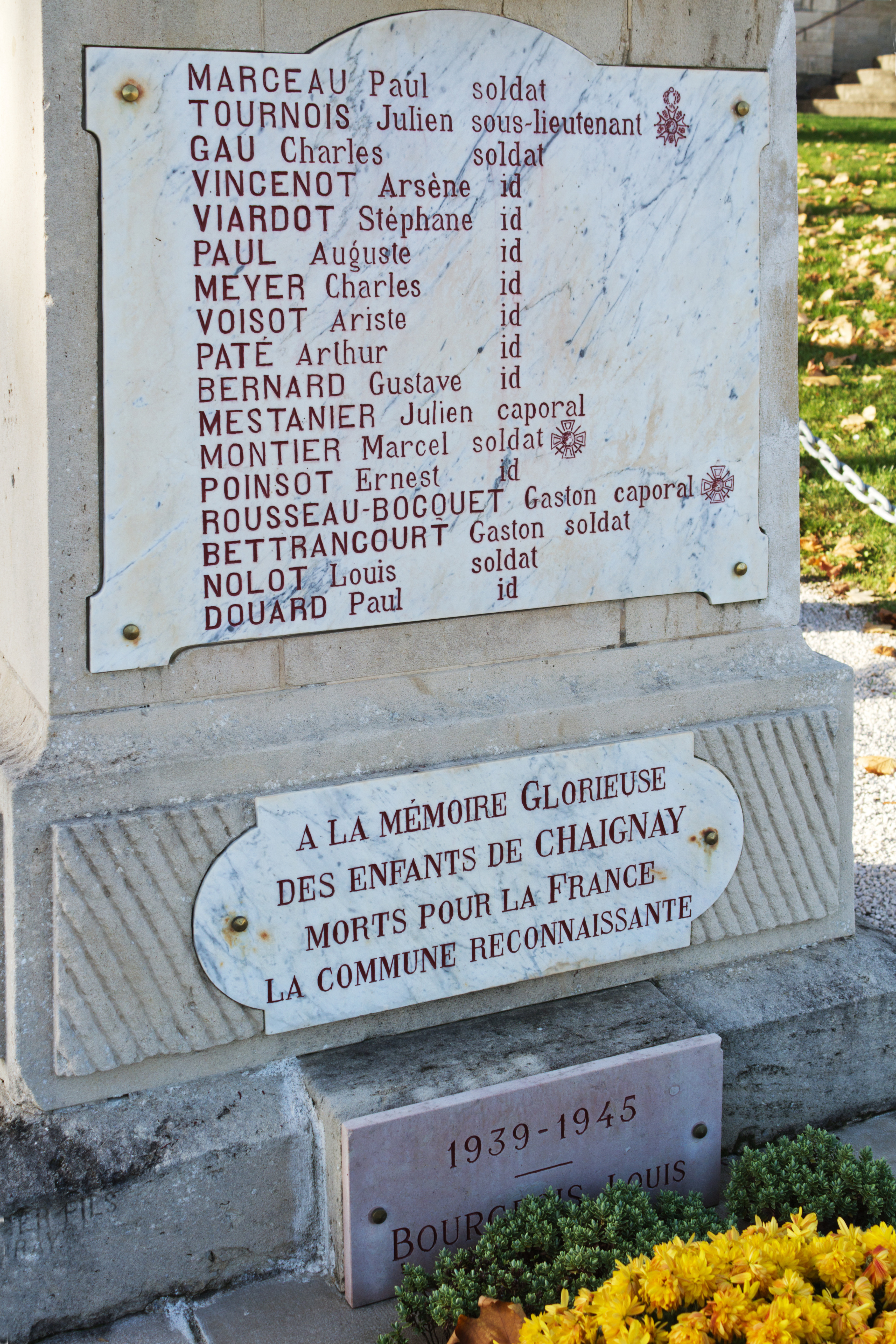
Plaque aux morts de 39-45.

## Politique et administration

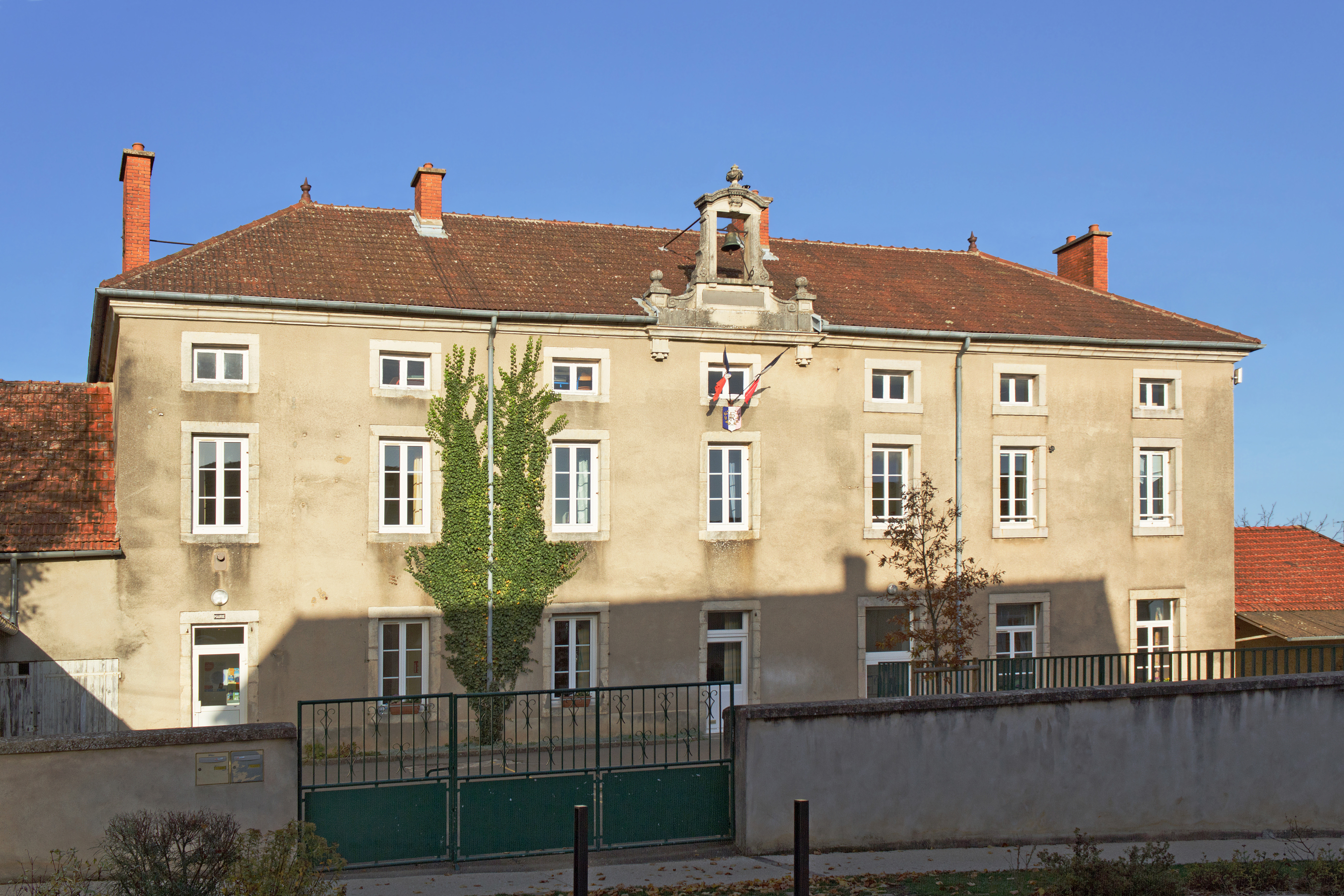
Mairie-école de Chaignay.

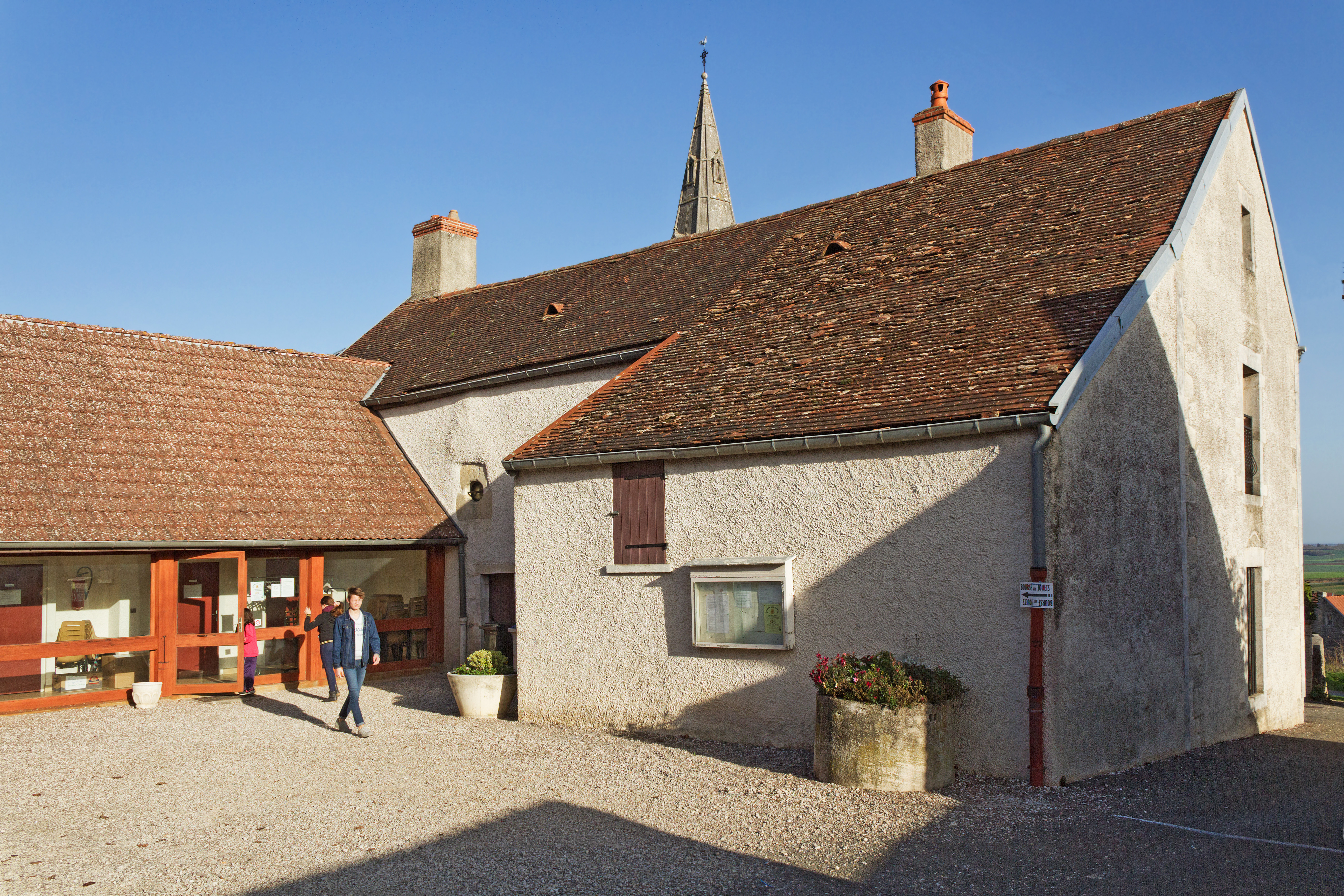
Salle communale de Chaignay.

| Période                                  | Période    | Identité             | Étiquette      | Qualité        |
| ---------------------------------------- | ---------- | -------------------- | -------------- | -------------- |
| avant 1898                               | 1900       | François Tournois    |                | Cultivateur    |
| 1900                                     | après 1907 | Étienne Aubertot     |                | Cultivateur    |
| 1970                                     |            | André Voisot         |                |                |
|                                          |            | Bernard Bollotte     |                | Cultivateur    |
| 1986                                     | 1998       | Bernard Arviset      |                | Gendarme       |
|                                          |            | Gérard Voisot        |                |                |
| 2001                                     | 2008       | Jean-François Mielle |                |                |
| mars 2008                                | mai 2020   | Jean-Marie Michelin  | sans étiquette | Agent bancaire |
| mai 2020                                 | en cours   | Gilles Biancone      |                |                |
| Les données manquantes sont à compléter. |            |                      |                |                |

## Démographie
L'évolution du nombre d'habitants est connue à travers les recensements de la population effectués dans la commune depuis 1793. Pour les communes de moins de 10 000 habitants, une enquête de recensement portant sur toute la population est réalisée tous les cinq ans, les populations de référence des années intermédiaires étant quant à elles estimées par interpolation ou extrapolation. Pour la commune, le premier recensement exhaustif entrant dans le cadre du nouveau dispositif a été réalisé en 2006.

En 2022, la commune comptait 500 habitants, en évolution de −4,4 % par rapport à 2016 (Côte-d'Or : +0,82 %, France hors Mayotte : +2,11 %).
| 1793 | 1800 | 1806 | 1821 | 1831 | 1836 | 1841 | 1846 | 1851 |
| ---- | ---- | ---- | ---- | ---- | ---- | ---- | ---- | ---- |
| 591  | 574  | 609  | 643  | 631  | 583  | 586  | 575  | 601  |

| 1856 | 1861 | 1866 | 1872 | 1876 | 1881 | 1886 | 1891 | 1896 |
| ---- | ---- | ---- | ---- | ---- | ---- | ---- | ---- | ---- |
| 606  | 575  | 531  | 502  | 508  | 489  | 469  | 468  | 426  |

| 1901 | 1906 | 1911 | 1921 | 1926 | 1931 | 1936 | 1946 | 1954 |
| ---- | ---- | ---- | ---- | ---- | ---- | ---- | ---- | ---- |
| 422  | 401  | 401  | 364  | 363  | 316  | 336  | 336  | 356  |

| 1962 | 1968 | 1975 | 1982 | 1990 | 1999 | 2006 | 2011 | 2016 |
| ---- | ---- | ---- | ---- | ---- | ---- | ---- | ---- | ---- |
| 330  | 310  | 311  | 336  | 369  | 430  | 481  | 537  | 523  |

| 2021 | 2022 | - | - | - | - | - | - | - |
| ---- | ---- | - | - | - | - | - | - | - |
| 508  | 500  | - | - | - | - | - | - | - |

## Lieux et monuments

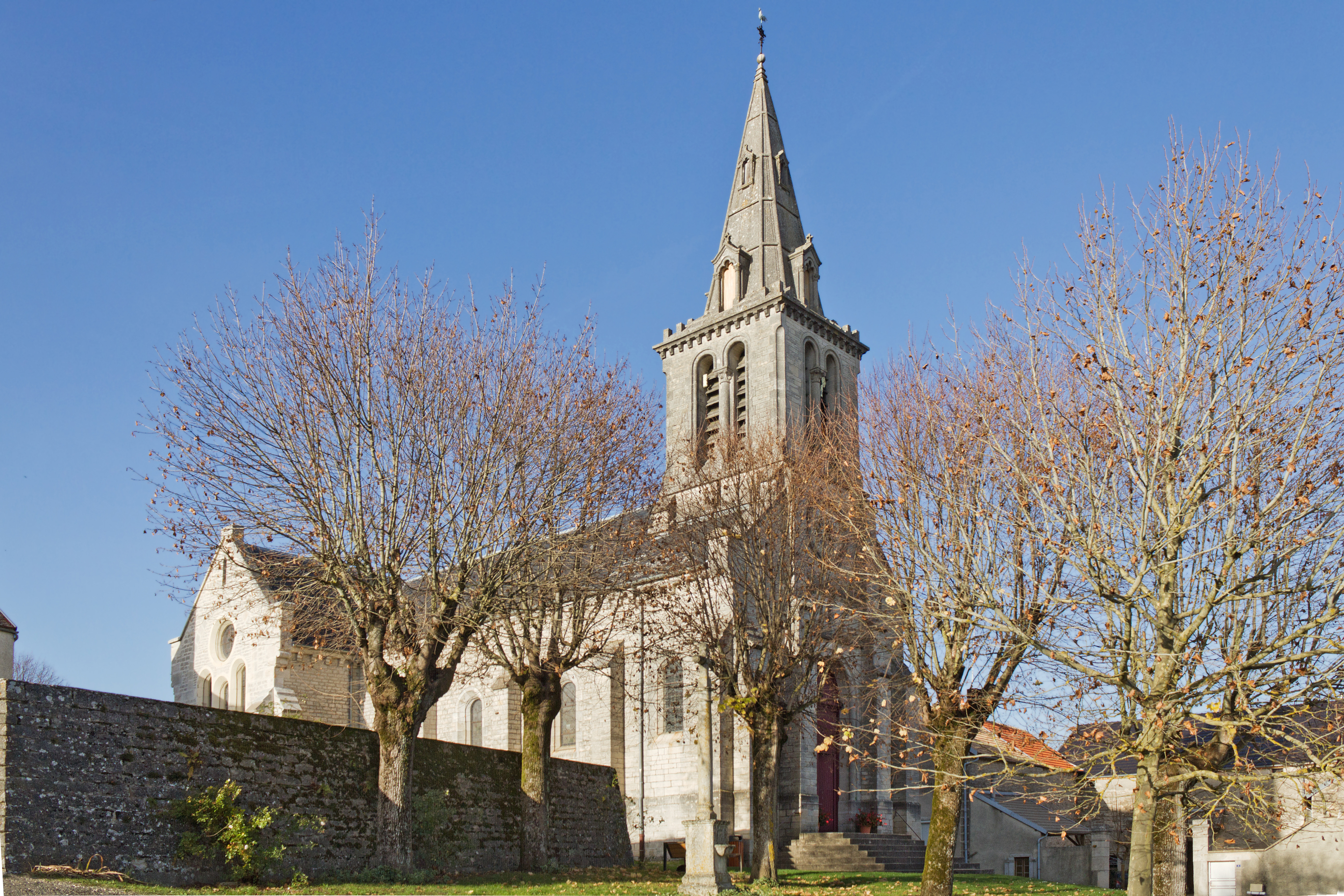
Église Saint-Pierre.
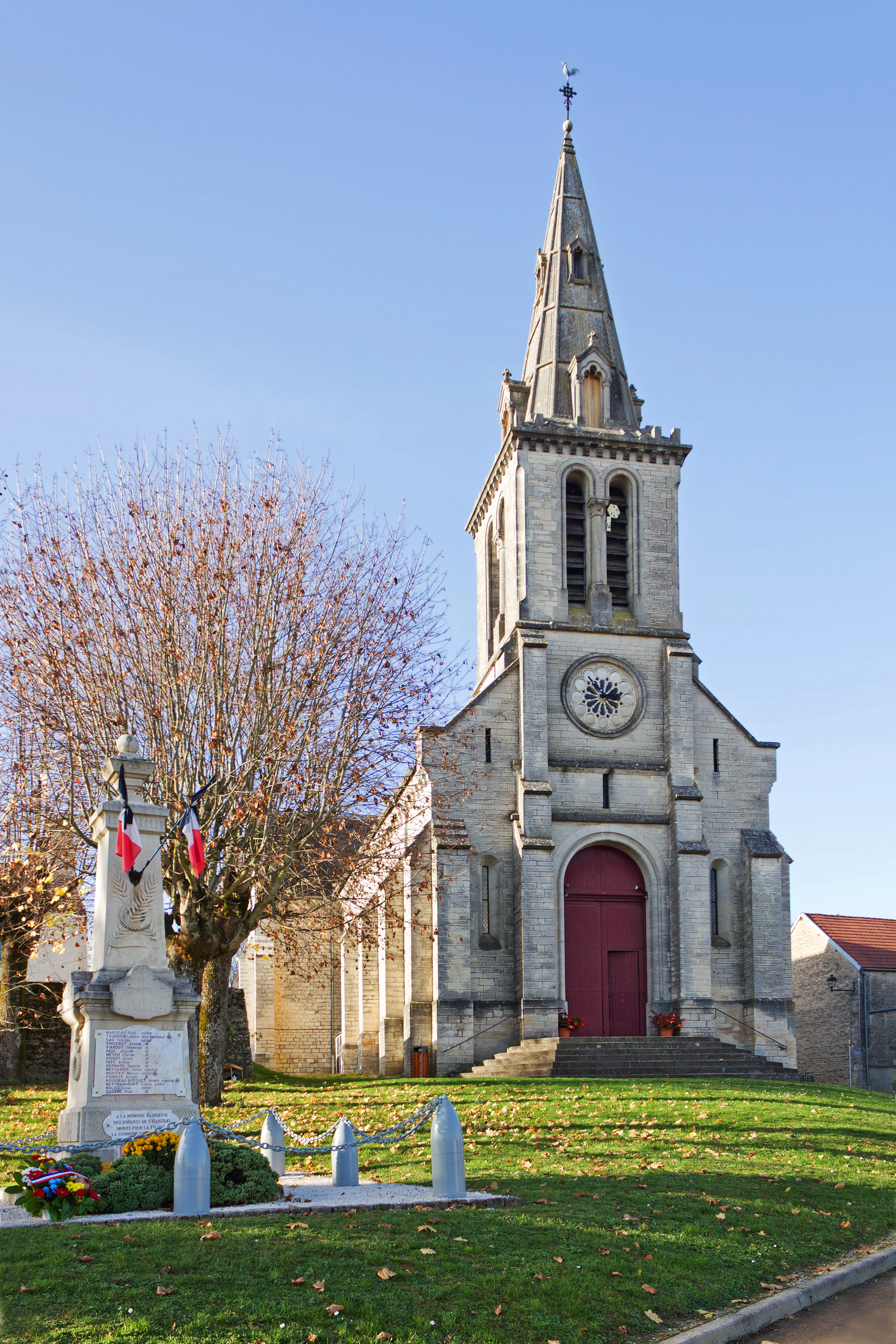
Église et monument aux morts.

## Personnalités liées à la commune
- Général Nicolas Gruardet (1764-1836), né à Chaignay.

## Héraldique
| Blason | Blasonnement : D'argent à deux branches de chêne tigées, feuillées, fruitées de sinople, aux extrémités posées en sautoir vers la pointe, accompagnées d'un puits d'or en chef, au chef d'or maçonné de sable chargé vers la pointe de cinq arcades remplies du même. |

## Sports et loisirs

### Club
L'Olympique de Chaignay, créé en 2022, évolue en division départementale 2.
Il remporte le championnat de D4 lors de sa première année puis de D3 la saison suivante, il va jusqu'en final de la Coupe de Côte d'Or et parvient à aller jusqu'au 3ème tour de la Coupe de France.
En 2024, l’Olympique de Chaignay va comme en 2023, en finale de la Coupe de Côte d’Or au stade Gaston Gérard à Dijon.